# Lista de episódios de Desperate Housewives
Desperate Housewives é uma série de televisão estadunidense, dos gêneros comédia dramática e mistério, criada por Marc Cherry. Foi exibida no canal ABC de 3 de outubro de 2004 a 13 de maio de 2012, nos Estados Unidos. A primeira temporada teve um único episódio especial, enquanto a segunda e terceira temporada tiveram dois. Todas as temporadas da série foram lançadas em DVD nas Regiões 1, 2, 3, 4 e 5. Os episódios tiveram seus títulos geralmente retirados de letras do compositor Stephen Sondheim.
"Desperate Housewives" segue as vidas de um grupo de mulheres: Susan Mayer (Teri Hatcher), Lynette Scavo (Felicity Huffman), Bree Van de Kamp (Marcia Cross), Gabrielle Solis (Eva Longoria), Edie Britt (Nicollette Sheridan), Katherine Mayfair (Dana Delany) e Renée Perry (Vanessa Williams), através dos olhos de Mary Alice Young (Brenda Strong), amiga e vizinha falecida do grupo.
Em 13 de maio de 2012, 180 episódios de "Desperate Housewives" foram ao ar, concluindo a oitava temporada e finalizando a série.

## Resumo
| Temporada | Temporada | Episódios | Exibição original      | Exibição original  | Média de audiência (milhões) | Média de audiência (milhões) |
| Temporada | Temporada | Episódios | Estreia de temporada   | Final de temporada | Média de audiência (milhões) | Média de audiência (milhões) |
| --------- | --------- | --------- | ---------------------- | ------------------ | ---------------------------- | ---------------------------- |
|           | 1         | 23        | 3 de outubro de 2004   | 22 de maio de 2005 | 23.69                        |                              |
|           | 2         | 24        | 25 de setembro de 2005 | 21 de maio de 2006 | 21.70                        |                              |
|           | 3         | 23        | 24 de setembro de 2006 | 20 de maio de 2007 | 16.70                        |                              |
|           | 4         | 17        | 30 de setembro de 2007 | 18 de maio de 2008 | 17.52                        |                              |
|           | 5         | 24        | 28 de setembro de 2008 | 17 de maio de 2009 | 15.66                        |                              |
|           | 6         | 23        | 27 de setembro de 2009 | 16 de maio de 2010 | 12.83                        |                              |
|           | 7         | 23        | 26 de setembro de 2010 | 15 de maio de 2011 | 11.85                        |                              |
|           | 8         | 23        | 25 de setembro de 2011 | 13 de maio de 2012 | 10.60                        |                              |

## Episódios

### 1ª temporada (2004–05)
| No. na série | No. | Título                           | Dirigido por      | Escrito por                                                        | Exibição                | Audiência (milhões) |
| ------------ | --- | -------------------------------- | ----------------- | ------------------------------------------------------------------ | ----------------------- | ------------------- |
| 1            | 1   | "Pilot"                          | Charles McDougall | Marc Cherry                                                        | 3 de outubro de 2004    | 21.64               |
| 2            | 2   | "Ah, But Underneath"             | Larry Shaw        | Marc Cherry                                                        | 10 de outubro de 2004   | 20.03               |
| 3            | 3   | "Pretty Little Picture"          | Arlene Sanford    | Oliver Goldstick                                                   | 17 de outubro de 2004   | 20.87               |
| 4            | 4   | "Who's That Woman?"              | Jeff Melman       | Marc Cherry & Tom Spezialy                                         | 24 de outubro de 2004   | 21.49               |
| 5            | 5   | "Come In, Stranger"              | Arlene Sanford    | Alexandra Cunningham                                               | 31 de outubro de 2004   | 22.14               |
| 6            | 6   | "Running to Stand Still"         | Fred Gerber       | Tracey Stern                                                       | 7 de novembro de 2004   | 24.60               |
| 7            | 7   | "Anything You Can Do"            | Larry Shaw        | John Pardee & Joey Murphy                                          | 21 de novembro de 2004  | 24.21               |
| 8            | 8   | "Guilty"                         | Fred Gerber       | Kevin Murphy                                                       | 28 de novembro de 2004  | 27.24               |
| 9            | 9   | "Suspicious Minds"               | Larry Shaw        | Jenna Bans                                                         | 12 de dezembro de 2004  | 21.56               |
| 10           | 10  | "Come Back to Me"                | Fred Gerber       | Patty Lin                                                          | 19 de dezembro de 2004  | 22.34               |
| 11           | 11  | "Move On"                        | John David Coles  | David Schulner                                                     | 9 de janeiro de 2005    | 25.20               |
| 12           | 12  | "Every Day a Little Death"       | David Grossman    | Chris Black                                                        | 16 de janeiro de 2005   | 24.09               |
| 13           | 13  | "Your Fault"                     | Arlene Sanford    | Kevin Etten                                                        | 23 de janeiro de 2005   | 25.95               |
| 14           | 14  | "Love Is in the Air"             | Jeff Melman       | Tom Spezialy                                                       | 13 de fevereiro de 2005 | 22.30               |
| 15           | 15  | "Impossible"                     | Larry Shaw        | Marc Cherry & Tom Spezialy                                         | 20 de fevereiro de 2005 | 24.18               |
| 16           | 16  | "The Ladies Who Lunch"           | Arlene Sanford    | Alexandra Cunningham                                               | 27 de março de 2005     | 24.08               |
| 17           | 17  | "There Won't Be Trumpets"        | Jeff Melman       | John Pardee & Joey Murphy                                          | 3 de abril de 2005      | 24.61               |
| 18           | 18  | "Children Will Listen"           | Larry Shaw        | Kevin Murphy                                                       | 10 de abril de 2005     | 25.55               |
| 19           | 19  | "Live Alone and Like It"         | Arlene Sanford    | Jenna Bans                                                         | 17 de abril de 2005     | 25.27               |
| 20           | 20  | "Fear No More"                   | Jeff Melman       | Adam Barr                                                          | 1 de maio de 2005       | 25.69               |
| 21           | 21  | "Sunday in the Park with George" | Larry Shaw        | Katie Ford                                                         | 8 de maio de 2005       | 26.10               |
| 22           | 22  | "Goodbye for Now"                | David Grossman    | Josh Senter                                                        | 15 de maio de 2005      | 25.28               |
| 23           | 23  | "One Wonderful Day"              | Larry Shaw        | John Pardee, Joey Murphy, Marc Cherry, Tom Spezialy & Kevin Murphy | 22 de maio de 2005      | 30.62               |

### 2ª temporada (2005–06)
| No. na série | No.  | Título                               | Dirigido por          | Escrito por                                                                            | Exibição                | Audiência (milhões) |
| ------------ | ---- | ------------------------------------ | --------------------- | -------------------------------------------------------------------------------------- | ----------------------- | ------------------- |
| 24           | 1    | "Next"                               | Larry Shaw            | Jenna Bans & Kevin Murphy                                                              | 25 de setembro de 2005  | 28.36               |
| 25           | 2    | "You Could Drive a Person Crazy"     | David Grossman        | Chris Black & Alexandra Cunningham                                                     | 2 de outubro de 2005    | 27.11               |
| 26           | 3    | "You'll Never Get Away from Me"      | Arlene Sanford        | Tom Spezialy & Ellie Herman                                                            | 9 de outubro de 2005    | 26.06               |
| 27           | 4    | "My Heart Belongs to Daddy"          | Robert Duncan McNeill | John Pardee & Joey Murphy                                                              | 16 de Outubro de 2005   | 25.78               |
| 28           | 5    | "They Asked Me Why I Believe in You" | David Grossman        | Alan Cross                                                                             | 23 de outubro de 2005   | 25.22               |
| 29           | 6    | "I Wish I Could Forget You"          | Larry Shaw            | Kevin Etten & Josh Senter                                                              | 6 de novembro de 2005   | 23.93               |
| 30           | 7    | "Color and Light"                    | David Grossman        | Marc Cherry                                                                            | 13 de novembro de 2005  | 25.93               |
| 31           | 8    | "The Sun Won't Set"                  | Stephen Cragg         | Jenna Bans                                                                             | 20 de novembro de 2005  | 25.92               |
| 32           | 9    | "That's Good, That's Bad"            | Larry Shaw            | Kevin Murphy                                                                           | 27 de novembro de 2005  | 25.89               |
| 33           | 10   | "Coming Home"                        | Arlene Sanford        | Chris Black                                                                            | 4 de dezembro de 2005   | 25.52               |
| 34           | 11   | "One More Kiss"                      | Wendey Stanzler       | Joey Murphy & John Pardee                                                              | 8 de janeiro de 2006    | 23.72               |
| 35           | 12   | "We're Gonna Be All Right"           | David Grossman        | Alexandra Cunningham                                                                   | 15 de janeiro de 2006   | 22.52               |
| 36           | 13   | "There's Something About a War"      | Larry Shaw            | Kevin Etten                                                                            | 22 de janeiro de 2006   | 25.33               |
| 37           | 14   | "Silly People"                       | Robert Duncan McNeill | Tom Spezialy                                                                           | 12 de fevereiro de 2006 | 23.47               |
| 38           | 15   | "Thank You So Much"                  | David Grossman        | Dahvi Waller                                                                           | 19 de fevereiro de 2006 | 23.41               |
| 39           | 16   | "There Is No Other Way"              | Randy Zisk            | Bruce Zimmerman                                                                        | 12 de março de 2006     | 22.20               |
| 40           | 17   | "Could I Leave You?"                 | Pam Thomas            | Scott Sanford Tobis                                                                    | 26 de março de 2006     | 21.41               |
| 41           | 18   | "Everybody Says Don't"               | Tom Cherones          | História por: Jim LincolnRoteiro por: Jenna Bans & Alexandra Cunningham                | 2 de abril de 2006      | 21.82               |
| 42           | 19   | "Don't Look at Me"                   | David Grossman        | Josh Senter                                                                            | 16 de abril de 2006     | 20.02               |
| 43           | 20   | "It Wasn't Meant to Happen"          | Larry Shaw            | Marc Cherry & Tom Spezialy                                                             | 30 de abril de 2006     | 21.30               |
| 44           | 21   | "I Know Things Now"                  | Wendey Stanzler       | Kevin Etten & Bruce Zimmerman                                                          | 7 de maio de 2006       | 21.33               |
| 45           | 22   | "No One Is Alone"                    | David Grossman        | Kevin Murphy & Chris Black                                                             | 14 de maio de 2006      | 21.03               |
| 46 47        | 2324 | "Remember"                           | Larry Shaw            | História por: Alexandra Cunningham & Tom SpezialyRoteiro por: Marc Cherry & Jenna Bans | 21 de maio de 2006      | 24.23               |

### 3ª temporada (2006–07)
| No. na série | No. | Título                              | Dirigido por    | Escrito por                               | Exibição                | Audiência (milhões) |
| ------------ | --- | ----------------------------------- | --------------- | ----------------------------------------- | ----------------------- | ------------------- |
| 48           | 1   | "Listen to the Rain on the Roof"    | Larry Shaw      | Marc Cherry & Jeff Greenstein             | 24 de setembro de 2006  | 24.09               |
| 49           | 2   | "It Takes Two"                      | David Grossman  | Kevin Murphy & Jenna Bans                 | 1 de outubro de 2006    | 21.42               |
| 50           | 3   | "A Weekend in the Country"          | Wendey Stanzler | Bob Daily                                 | 8 de outubro de 2006    | 20.96               |
| 51           | 4   | "Like It Was"                       | Larry Shaw      | John Pardee & Joey Murphy                 | 15 de outubro de 2006   | 20.64               |
| 52           | 5   | "Nice She Ain't"                    | David Warren    | Alexandra Cunningham & Susan Nirah Jaffee | 22 de outubro de 2006   | 19.71               |
| 53           | 6   | "Sweetheart, I Have to Confess"     | David Grossman  | Dahvi Waller & Josh Senter                | 29 de outubro de 2006   | 21.24               |
| 54           | 7   | "Bang"                              | Larry Shaw      | Joe Keenan                                | 5 de novembro de 2006   | 22.65               |
| 55           | 8   | "Children and Art"                  | Wendey Stanzler | Kevin Etten & Jenna Bans                  | 12 de novembro de 2006  | 22.27               |
| 56           | 9   | "Beautiful Girls"                   | David Grossman  | Dahvi Waller & Susan Nirah Jaffee         | 19 de novembro de 2006  | 21.63               |
| 57           | 10  | "The Miracle Song"                  | Larry Shaw      | Bob Daily                                 | 26 de novembro de 2006  | 21.43               |
| 58           | 11  | "No Fits, No Fights, No Feuds"      | Sanaa Hamri     | Alexandra Cunningham & Josh Senter        | 7 de janeiro de 2007    | 18.71               |
| 59           | 12  | "Not While I'm Around"              | David Grossman  | Kevin Murphy & Kevin Etten                | 14 de janeiro de 2007   | 16.76               |
| 60           | 13  | "Come Play Wiz Me"                  | Larry Shaw      | Valerie Ahern & Christian McLaughlin      | 21 de janeiro de 2007   | 17.14               |
| 61           | 14  | "I Remember That"                   | David Warren    | John Pardee & Joey Murphy                 | 11 de fevereiro de 2007 | 18.10               |
| 62           | 15  | "The Little Things You Do Together" | David Grossman  | Marc Cherry & Joe Keenan                  | 18 de fevereiro de 2007 | 18.51               |
| 63           | 16  | "My Husband, the Pig"               | Larry Shaw      | Brian A. Alexander                        | 4 de março de 2007      | 18.31               |
| 64           | 17  | "Dress Big"                         | Matthew Diamond | Kevin Etten & Susan Nirah Jaffee          | 8 de abril de 2007      | 15.93               |
| 65           | 18  | "Liaisons"                          | David Grossman  | Jenna Bans & Alexandra Cunningham         | 15 de abril de 2007     | 16.35               |
| 66           | 19  | "God, That's Good"                  | Larry Shaw      | Dahvi Waller & Josh Senter                | 22 de abril de 2007     | 15.91               |
| 67           | 20  | "Gossip"                            | Wendey Stanzler | John Pardee & Joey Murphy                 | 29 de abril de 2007     | 17.17               |
| 68           | 21  | "Into the Woods"                    | David Grossman  | Alexandra Cunningham                      | 6 de maio de 2007       | 17.16               |
| 69           | 22  | "What Would We Do Without You?"     | Larry Shaw      | Bob Daily                                 | 13 de maio de 2007      | 16.13               |
| 70           | 23  | "Getting Married Today"             | David Grossman  | Joe Keenan & Kevin Murphy                 | 20 de maio de 2007      | 18.82               |

### 4ª temporada (2007–08)
| No. na série | No. | Título                                | Dirigido por   | Escrito por                                | Exibição               | Audiência (milhões) |
| ------------ | --- | ------------------------------------- | -------------- | ------------------------------------------ | ---------------------- | ------------------- |
| 71           | 1   | "Now You Know"                        | Larry Shaw     | Marc Cherry                                | 30 de setembro de 2007 | 19.32               |
| 72           | 2   | "Smiles of a Summer Night"            | David Grossman | Bob Daily & Matt Berry                     | 7 de outubro de 2007   | 17.82               |
| 73           | 3   | "The Game"                            | Bethany Rooney | Joey Murphy & John Pardee                  | 14 de outubro de 2007  | 18.89               |
| 74           | 4   | "If There's Anything I Can't Stand"   | Larry Shaw     | Alexandra Cunningham & Lori Kirkland Baker | 21 de outubro de 2007  | 18.21               |
| 75           | 5   | "Art Isn't Easy"                      | David Grossman | Jason Ganzel                               | 28 de outubro de 2007  | 18.28               |
| 76           | 6   | "Now I Know, Don't Be Scared"         | Larry Shaw     | Susan Nirah Jaffee & Dahvi Waller          | 4 de novembro de 2007  | 18.58               |
| 77           | 7   | "You Can't Judge a Book by Its Cover" | David Warren   | Chuck Ranberg & Anne Flett-Giordano        | 11 de novembro de 2007 | 18.63               |
| 78           | 8   | "Distant Past"                        | Jay Torres     | Joe Keenan                                 | 25 de novembro de 2007 | 18.64               |
| 79           | 9   | "Something's Coming"                  | David Grossman | Joey Murphy & John Pardee                  | 2 de dezembro de 2007  | 20.65               |
| 80           | 10  | "Welcome to Kanagawa"                 | Larry Shaw     | Jamie Gorenberg & Jordon Nardino           | 6 de janeiro de 2008   | 19.78               |
| 81           | 11  | "Sunday"                              | David Grossman | Alexandra Cunningham & Lori Kirkland Baker | 13 de abril de 2008    | 16.37               |
| 82           | 12  | "In Buddy's Eyes"                     | Larry Shaw     | Jeff Greenstein                            | 20 de abril de 2008    | 15.75               |
| 83           | 13  | "Hello, Little Girl"                  | Bethany Rooney | Susan Nirah Jaffee & Jamie Gorenberg       | 27 de abril de 2008    | 16.35               |
| 84           | 14  | "Opening Doors"                       | David Grossman | Dahvi Waller & Jordon Nardino              | 4 de maio de 2008      | 16.76               |
| 85           | 15  | "Mother Said"                         | David Warren   | Chuck Ranberg & Anne Flett-Giordano        | 11 de maio de 2008     | 15.43               |
| 86           | 16  | "The Gun Song"                        | Bethany Rooney | Bob Daily & Matt Berry                     | 18 de maio de 2008     | 16.84               |
| 87           | 17  | "Free"                                | David Grossman | Jeff Greenstein                            | 18 de maio de 2008     | 16.84               |

### 5ª temporada (2008–09)
| No. na série | No. | Título                                            | Dirigido por    | Escrito por               | Exibição                | Audiência (milhões) |
| ------------ | --- | ------------------------------------------------- | --------------- | ------------------------- | ----------------------- | ------------------- |
| 88           | 1   | "You're Gonna Love Tomorrow"                      | Larry Shaw      | Marc Cherry               | 28 de setembro de 2008  | 18.68               |
| 89           | 2   | "We're So Happy You're So Happy"                  | David Grossman  | Alexandra Cunningham      | 5 de outubro de 2008    | 15.69               |
| 90           | 3   | "Kids Ain't Like Everybody Else"                  | Bethany Rooney  | Joe Keenan                | 12 de outubro de 2008   | 15.51               |
| 91           | 4   | "Back in Business"                                | Scott Ellis     | John Pardee & Joey Murphy | 19 de outubro de 2008   | 15.49               |
| 92           | 5   | "Mirror, Mirror"                                  | David Grossman  | Jeff Greenstein           | 26 de outubro de 2008   | 15.95               |
| 93           | 6   | "There's Always a Woman"                          | Matthew Diamond | John Paul Bullock III     | 2 de novembro de 2008   | 15.93               |
| 94           | 7   | "What More Do I Need?"                            | Larry Shaw      | Matt Berry                | 9 de novembro de 2008   | 15.85               |
| 95           | 8   | "City on Fire"                                    | David Grossman  | Bob Daily                 | 16 de novembro de 2008  | 16.84               |
| 96           | 9   | "Me and My Town"                                  | David Warren    | Lori Kirkland Baker       | 30 de novembro de 2008  | 15.81               |
| 97           | 10  | "A Vision's Just a Vision"                        | Larry Shaw      | David Flebotte            | 7 de dezembro de 2008   | 16.09               |
| 98           | 11  | "Home Is the Place"                               | David Grossman  | Jamie Gorenberg           | 4 de janeiro de 2009    | 14.39               |
| 99           | 12  | "Connect! Connect!"                               | Ken Whittingham | Jordon Nardino            | 11 de janeiro de 2009   | 13.79               |
| 100          | 13  | "The Best Thing That Ever Could Have Happened"    | Larry Shaw      | Marc Cherry & Bob Daily   | 18 de janeiro de 2009   | 13.08               |
| 101          | 14  | "Mama Spent Money When She Had None"              | David Warren    | Jason Ganzel              | 8 de fevereiro de 2009  | 13.82               |
| 102          | 15  | "In a World Where the Kings Are Employers"        | David Grossman  | Lori Kirkland Baker       | 15 de fevereiro de 2009 | 14.01               |
| 103          | 16  | "Crime Doesn't Pay"                               | Larry Shaw      | Jamie Gorenberg           | 8 de março de 2009      | 13.65               |
| 104          | 17  | "The Story of Lucy and Jessie"                    | Bethany Rooney  | Jordon Nardino            | 15 de março de 2009     | 14.60               |
| 105          | 18  | "A Spark. To Pierce the Dark."                    | David Grossman  | Alexandra Cunningham      | 22 de março de 2009     | 14.75               |
| 106          | 19  | "Look into Their Eyes and You See What They Know" | Larry Shaw      | Matt Berry                | 19 de abril de 2009     | 13.85               |
| 107          | 20  | "Rose's Turn"                                     | David Warren    | Dave Flebotte             | 26 de abril de 2009     | 13.64               |
| 108          | 21  | "Bargaining"                                      | David Grossman  | David Schladweiler        | 3 de maio de 2009       | 13.49               |
| 109          | 22  | "Marry Me a Little"                               | Larry Shaw      | Jason Ganzel              | 10 de maio de 2009      | 12.29               |
| 110          | 23  | "Everybody Says Don't"                            | Bethany Rooney  | John Pardee & Joey Murphy | 17 de maio de 2009      | 13.96               |
| 111          | 24  | "If It's Only In Your Head"                       | David Grossman  | Jeffrey Richman           | 17 de maio de 2009      | 13.96               |

### 6ª temporada (2009–10)
| No. na série | No. | Título                                | Dirigido por    | Escrito por                     | Exibição                | Audiência (milhões) |
| ------------ | --- | ------------------------------------- | --------------- | ------------------------------- | ----------------------- | ------------------- |
| 112          | 1   | "Nice Is Different Than Good"         | Larry Shaw      | Marc Cherry                     | 27 de setembro de 2009  | 13.64               |
| 113          | 2   | "Being Alive"                         | David Grossman  | Matt Berry                      | 4 de outubro de 2009    | 14.64               |
| 114          | 3   | "Never Judge a Lady by Her Lover"     | Andrew Doerfer  | Bob Daily                       | 11 de outubro de 2009   | 13.42               |
| 115          | 4   | "The God-Why-Don't-You-Love-Me Blues" | David Warren    | Alexandra Cunningham            | 18 de outubro de 2009   | 13.68               |
| 116          | 5   | "Everybody Ought to Have a Maid"      | Larry Shaw      | Jamie Gorenberg                 | 25 de outubro de 2009   | 14.18               |
| 117          | 6   | "Don't Walk on the Grass"             | David Grossman  | Marco Pennette                  | 1 de novembro de 2009   | 14.08               |
| 118          | 7   | "Careful the Things You Say"          | Bethany Rooney  | Peter Lefcourt                  | 8 de novembro de 2009   | 13.80               |
| 119          | 8   | "The Coffee Cup"                      | Larry Shaw      | Dave Flebotte                   | 15 de novembro de 2009  | 14.72               |
| 120          | 9   | "Would I Think of Suicide?"           | Ken Whittingham | Jason Ganzel                    | 29 de novembro de 2009  | 12.78               |
| 121          | 10  | "Boom Crunch"                         | David Grossman  | John Pardee & Joey Murphy       | 6 de dezembro de 2009   | 14.86               |
| 122          | 11  | "If..."                               | Larry Shaw      | Jamie Gorenberg                 | 3 de janeiro de 2010    | 15.35               |
| 123          | 12  | "You Gotta Get a Gimmick"             | David Grossman  | Joe Keenan                      | 10 de janeiro de 2010   | 14.03               |
| 124          | 13  | "How About a Friendly Shrink?"        | Lonny Price     | Jason Ganzel                    | 17 de janeiro de 2010   | 11.32               |
| 125          | 14  | "The Glamorous Life"                  | Bethany Rooney  | Dave Flebotte                   | 31 de janeiro de 2010   | 11.44               |
| 126          | 15  | "Lovely"                              | David Warren    | David Schladweiler              | 21 de fevereiro de 2010 | 10.92               |
| 127          | 16  | "The Chase"                           | Larry Shaw      | John Pardee & Joey Murphy       | 28 de fevereiro de 2010 | 10.89               |
| 128          | 17  | "Chromolume No. 7"                    | Lonny Price     | Marco Pennette                  | 14 de março de 2010     | 12.01               |
| 129          | 18  | "My Two Young Men"                    | David Grossman  | Bob Daily                       | 21 de março de 2010     | 10.84               |
| 130          | 19  | "We All Deserve to Die"               | Larry Shaw      | Josann McGibbon & Sara Parriott | 18 de abril de 2010     | 10.62               |
| 131          | 20  | "Epiphany"                            | David Grossman  | Marc Cherry                     | 25 de abril de 2010     | 11.29               |
| 132          | 21  | "A Little Night Music"                | David Warren    | Matt Berry                      | 2 de maio de 2010       | 12.12               |
| 133          | 22  | "The Ballad of Booth"                 | Larry Shaw      | Bob Daily                       | 9 de maio de 2010       | 11.36               |
| 134          | 23  | "I Guess This Is Goodbye"             | David Grossman  | Alexandra Cunningham            | 16 de maio de 2010      | 12.75               |

### 7ª temporada (2010–11)
| No. na série | No. | Título                                      | Dirigido por     | Escrito por                     | Exibição                | Audiência (milhões) |
| ------------ | --- | ------------------------------------------- | ---------------- | ------------------------------- | ----------------------- | ------------------- |
| 135          | 1   | "Remember Paul?"                            | David Grossman   | Marc Cherry                     | 26 de setembro de 2010  | 13.06               |
| 136          | 2   | "You Must Meet My Wife"                     | Larry Shaw       | Dave Flebotte                   | 3 de outubro de 2010    | 13.23               |
| 137          | 3   | "Truly Content"                             | Tara Nicole Weyr | Matt Berry                      | 10 de outubro de 2010   | 12.38               |
| 138          | 4   | "The Thing That Counts Is What's Inside"    | David Grossman   | Jason Ganzel                    | 17 de outubro de 2010   | 12.67               |
| 139          | 5   | "Let Me Entertain You"                      | Lonny Price      | Sara Parriott & Josann McGibbon | 24 de outubro de 2010   | 12.16               |
| 140          | 6   | "Excited and Scared"                        | Jeff Greenstein  | Jeff Greenstein                 | 31 de outubro de 2010   | 11.10               |
| 141          | 7   | "A Humiliating Business"                    | Larry Shaw       | Marco Pennette                  | 7 de novembro de 2010   | 12.72               |
| 142          | 8   | "Sorry Grateful"                            | David Grossman   | Annie Weisman                   | 14 de novembro de 2010  | 11.92               |
| 143          | 9   | "Pleasant Little Kingdom"                   | Arlene Sanford   | Dave Flebotte                   | 5 de dezembro de 2010   | 11.36               |
| 144          | 10  | "Down the Block There's a Riot"             | Larry Shaw       | Bob Daily                       | 12 de dezembro de 2010  | 11.60               |
| 145          | 11  | "Assassins"                                 | David Warren     | John Paul Bullock III           | 2 de janeiro de 2011    | 12.19               |
| 146          | 12  | "Where Do I Belong"                         | David Grossman   | David Schladweiler              | 9 de janeiro de 2011    | 12.83               |
| 147          | 13  | "I'm Still Here"                            | Lonny Price      | Josann McGibbon & Sara Parriott | 16 de janeiro de 2011   | 10.25               |
| 148          | 14  | "Flashback"                                 | Andrew Doerfer   | Matt Berry                      | 13 de fevereiro de 2011 | 9.20                |
| 149          | 15  | "Farewell Letter"                           | David Grossman   | Marco Pennette                  | 20 de fevereiro de 2011 | 10.58               |
| 150          | 16  | "Searching"                                 | Larry Shaw       | Jeff Greenstein                 | 6 de março de 2011      | 11.35               |
| 151          | 17  | "Everything's Different, Nothing's Changed" | David Warren     | Annie Weisman                   | 3 de abril de 2011      | 9.05                |
| 152          | 18  | "Moments in the Woods"                      | David Grossman   | John Paul Bullock III           | 17 de abril de 2011     | 9.11                |
| 153          | 19  | "The Lies Ill-Concealed"                    | Larry Shaw       | David Schladweiler              | 24 de abril de 2011     | 10.15               |
| 154          | 20  | "I'll Swallow Poison on Sunday"             | David Warren     | Jason Ganzel                    | 1 de maio de 2011       | 9.44                |
| 155          | 21  | "Then I Really Got Scared"                  | Larry Shaw       | Valerie A. Brotski              | 8 de maio de 2011       | 10.00               |
| 156          | 22  | "And Lots of Security..."                   | David Grossman   | Joe Keenan                      | 15 de maio de 2011      | 10.25               |
| 157          | 23  | "Come On Over for Dinner"                   | Larry Shaw       | Bob Daily                       | 15 de maio de 2011      | 10.25               |

### 8ª temporada (2011–12)
| No. na série | No. | Título                              | Dirigido por       | Escrito por                             | Exibição                | Audiência (milhões) |
| ------------ | --- | ----------------------------------- | ------------------ | --------------------------------------- | ----------------------- | ------------------- |
| 158          | 1   | "Secrets That I Never Want to Know" | David Grossman     | Bob Daily                               | 25 de setembro de 2011  | 9.93                |
| 159          | 2   | "Making the Connection"             | Tara Nicole Weyr   | Matt Berry                              | 2 de outubro de 2011    | 9.16                |
| 160          | 3   | "Watch While I Revise the World"    | David Warren       | John Paul Bullock III                   | 9 de outubro de 2011    | 8.63                |
| 161          | 4   | "School of Hard Knocks"             | David Grossman     | Marco Pennette                          | 16 de outubro de 2011   | 8.27                |
| 162          | 5   | "The Art of Making Art"             | Lonny Price        | Dave Flebotte                           | 23 de outubro de 2011   | 9.17                |
| 163          | 6   | "Witch's Lament"                    | Tony Plana         | Annie Weisman                           | 30 de outubro de 2011   | 9.28                |
| 164          | 7   | "Always in Control"                 | Jeff Greenstein    | Jeff Greenstein                         | 6 de novembro de 2011   | 8.78                |
| 165          | 8   | "Suspicion Song"                    | Jennifer Getzinger | David Schaldweiler                      | 13 de novembro de 2011  | 9.29                |
| 166          | 9   | "Putting It Together"               | David Warren       | Sheila Lawrence                         | 4 de dezembro de 2011   | 8.20                |
| 167          | 10  | "What's to Discuss, Old Friend]"    | David Grossman     | Wendy Mericle                           | 8 de janeiro de 2012    | 8.84                |
| 168          | 11  | "Who Can Say What's True?"          | Larry Shaw         | Brian Tanen                             | 15 de janeiro de 2012   | 7.91                |
| 169          | 12  | "What's the Good of Being Good"     | Ron Underwood      | Jason Ganzel                            | 22 de janeiro de 2012   | 7.48                |
| 170          | 13  | "Is This What You Call Love?"       | David Grossman     | David Schladweiler & Valérie A. Brotski | 12 de fevereiro de 2012 | 6.40                |
| 171          | 14  | "Get Out of My Life"                | James Hayman       | Cindy Appel                             | 19 de fevereiro de 2012 | 7.65                |
| 172          | 15  | "She Needs Me"                      | Randy Zisk         | Jason Ganzel                            | 4 de março de 2012      | 8.21                |
| 173          | 16  | "You Take for Granted"              | Jeff Greenstein    | Matt Berry                              | 11 de março de 2012     | 8.39                |
| 174          | 17  | "Women and Death"                   | David Grossman     | Annie Weisman                           | 18 de março de 2012     | 9.03                |
| 175          | 18  | "Any Moment"                        | Randy Zisk         | Sheila Lawrence                         | 25 de março de 2012     | 8.81                |
| 176          | 19  | "With So Little to Be Sure Of"      | Tara Nicole Weyr   | Marco Pennette                          | 1 de abril de 2012      | 8.49                |
| 177          | 20  | "Lost My Power"                     | David Grossman     | Wendy Mericle                           | 29 de abril de 2012     | 8.02                |
| 178          | 21  | "The People Will Hear"              | David Warren       | Brian Tanen                             | 6 de maio de 2012       | 9.22                |
| 179          | 22  | "Give Me the Blame"                 | Larry Shaw         | Bob Daily                               | 13 de maio de 2012      | 11.12               |
| 180          | 23  | "Finishing the Hat"                 | David Grossman     | Marc Cherry                             | 13 de maio de 2012      | 11.12               |

## Especiais
| No. | Título                                  | Narrado por                         | Exibido entre                                       | Exibição               |
| --- | --------------------------------------- | ----------------------------------- | --------------------------------------------------- | ---------------------- |
| 1   | "Oprah Winfrey Is the New Neighbour"    | Brenda Strong como Mary Alice Young | "Your Fault""Love Is in the Air"                    | 3 de fevereiro de 2005 |
| 2   | "Sorting Out the Dirty Laundry"         | Tracy Fraim                         | "Live Alone and Like It""Fear No More"              | 24 de abril de 2005    |
| 3   | "All the Juicy Details"                 | Brenda Strong como Mary Alice Young | "Coming Home""One More Kiss"                        | 1 de janeiro de 2006   |
| 4   | "The More You Know, The Juicer It Gets" | Brenda Strong como Mary Alice Young | "Don't Look at Me""It Wasn't Meant to Happen"       | 23 de abril de 2006    |
| 5   | "Time To Come Clean"                    | Marc Cherry                         | "Remember (Part 2)""Listen to the Rain on the Roof" | 3 de setembro de 2006  |
| 6   | "The Juiciest Bites"                    | Brenda Strong como Mary Alice Young | "My Husband, the Pig""Dress Big"                    | 1 de abril de 2007     |
| 7   | "Secrets and Lies"                      | Brenda Strong como Mary Alice Young | "Getting Married Today""Now You Know"               | 23 de setembro de 2007 |

## Audiência
| Temporada | Temporada | Ep. 1 | Ep. 2 | Ep. 3 | Ep. 4 | Ep. 5 | Ep. 6 | Ep. 7 | Ep. 8 | Ep. 9 | Ep. 10 | Ep. 11 | Ep. 12 | Ep. 13 | Ep. 14 | Ep. 15 | Ep. 16 | Ep. 17 | Ep. 18 | Ep. 19 | Ep. 20 | Ep. 21 | Ep. 22 | Ep. 23 | Ep. 24 |
| --------- | --------- | ----- | ----- | ----- | ----- | ----- | ----- | ----- | ----- | ----- | ------ | ------ | ------ | ------ | ------ | ------ | ------ | ------ | ------ | ------ | ------ | ------ | ------ | ------ | ------ |
|           | 1         | 21.64 | 20.03 | 20.87 | 21.49 | 22.14 | 24.60 | 24.21 | 27.24 | 21.56 | 22.34  | 25.20  | 24.09  | 25.95  | 22.30  | 24.18  | 24.08  | 24.61  | 25.55  | 25.27  | 25.69  | 26.10  | 25.28  | 30.62  | N/A    |
|           | 2         | 28.36 | 27.11 | 26.06 | 25.78 | 25.22 | 23.93 | 25.93 | 25.92 | 25.89 | 25.52  | 23.72  | 22.52  | 25.33  | 23.47  | 23.41  | 22.20  | 21.41  | 21.82  | 20.02  | 21.30  | 21.33  | 21.03  | 24.23  | 24.23  |
|           | 3         | 24.09 | 21.42 | 20.96 | 20.64 | 19.71 | 21.24 | 22.65 | 22.27 | 21.63 | 21.43  | 18.71  | 16.76  | 17.14  | 18.10  | 18.51  | 18.31  | 15.93  | 16.35  | 15.91  | 17.17  | 17.16  | 16.13  | 18.82  | N/A    |
|           | 4         | 19.32 | 17.82 | 18.89 | 18.21 | 18.28 | 18.58 | 18.63 | 18.64 | 20.65 | 19.78  | 16.37  | 15.75  | 16.35  | 16.76  | 15.43  | 16.84  | 16.84  | N/A    | N/A    | N/A    | N/A    | N/A    | N/A    | N/A    |
|           | 5         | 18.68 | 15.69 | 15.51 | 15.49 | 15.95 | 15.93 | 15.85 | 16.84 | 15.81 | 16.09  | 14.39  | 13.79  | 13.08  | 13.82  | 14.01  | 13.65  | 14.60  | 14.75  | 13.85  | 13.64  | 13.49  | 12.29  | 13.96  | 13.96  |
|           | 6         | 13.64 | 14.64 | 13.42 | 13.68 | 14.18 | 14.08 | 13.80 | 14.72 | 12.78 | 14.86  | 15.35  | 14.03  | 11.32  | 11.44  | 10.92  | 10.89  | 12.01  | 10.84  | 10.62  | 11.29  | 12.12  | 11.36  | 12.75  | N/A    |
|           | 7         | 13.06 | 13.23 | 12.38 | 12.67 | 12.16 | 11.10 | 12.72 | 11.92 | 11.36 | 11.60  | 12.19  | 12.83  | 10.25  | 9.20   | 10.58  | 11.35  | 9.05   | 9.11   | 10.15  | 9.44   | 10.00  | 10.25  | 10.25  | N/A    |
|           | 8         | 9.93  | 9.16  | 8.63  | 8.27  | 9.17  | 9.28  | 8.78  | 9.29  | 8.20  | 8.84   | 7.91   | 7.48   | 6.40   | 7.65   | 8.21   | 8.39   | 9.03   | 8.81   | 8.49   | 8.02   | 9.22   | 11.12  | 11.12  | N/A    |